# ザ・ゴールデン・ヒストリー
「ザ・ゴールデン・ヒストリー」は、2016年9月7日に発売された、ももいろクローバーZの16枚目のシングル。

## 収録曲解説

### ザ・ゴールデン・ヒストリー
作詞：只野菜摘・浅利進吾 / 作曲：浅利進吾 / 編曲：長谷川智樹
歌詞・動画 - 歌ネット
路上ライブからキャリアをスタートし、本年春には初のドームツアーを成し遂げ、さらには初となる海外ツアーも目前に控えた時期に、自らの”歴史”をメタ的に歌った楽曲をリリース（同時期には、ももクロに詳しくない層へ向けて、結成から7年間の青春ドキュメンタリー『はじめてのももクロ -完全版-』もBlu-ray & DVDでリリースしている）。
Billboard JAPANは楽曲のレビューとして、「ももクロが結成当初から提唱してきた“笑顔を届けること”を、より広く繋げていこうとする究極のエンターテインメントの形」だと評した。特にハイライトとなる大サビ（いくつもの時代を 越えるたびに強くなる 〜）に関しては、以下の様に述べている。
| 「 | 神々しいほどの希望に充ち満ちている。常に先へ進もうとする意志が光に連なっていくのだと、ここまでストレートに力強く歌えるのが今のももクロであり、今の日本に最も求められているアイドルの姿と言えるのではないだろうか。 | 」 |

サビの部分は、カタカナの「ヒ」の字を指3本で作って飛び跳ねるのが特徴となっている。米久の「御殿場高原あらびきポーク」のCMソングに起用された（本人出演）。

### DECORATION
作詞・作曲・編曲：invisible manners
歌詞・動画 - 歌ネット
同年春に提供した「マホロバケーション」が高く評価されたinvisible mannersが、再びの起用となった。

### Hanabi
作詞：岩里祐穂 / 作曲：前山田健一 / 編曲：永井ルイ
歌詞・動画 - 歌ネット
NHK・BS時代劇『伝七捕物帳』の主題歌。「人は何度でもやり直せる」というメッセージを込めた楽曲。作詞の岩里祐穂は、「難病と闘ったあるアーティストへの鎮魂歌」だとも述べており、その人物の名前は明かさず「今夏、壮絶なる生涯に幕を閉じた画家である彼の描く絵は、いつも希望そのもののように明るかった」とだけコメントしている。

### 伸ルカ反ルカ
読み：ノルカ ソルカ
作詞：前田たかひろ / 作曲・編曲：横山克
歌詞・動画 - 歌ネット
ももいろクローバーZのファン（モノノフ）を公言する福岡ソフトバンクホークス・柳田悠岐の専用登場曲。柳田はライブにも行くほどであり、「ももクロはいつも全力で礼儀正しく、人間の鏡」と述べている。打席登場曲には、ももいろクローバーZの楽曲を通算13曲も使用（2016年時点）。好きなメンバーは有安杏果で、2015年オフには対談も果たした。2016年春に、柳田のためのオリジナル選手登場曲として本作を提供してもらった経緯がある。

## 参加ミュージシャン
ザ・ゴールデン・ヒストリー
- ギター＆プログラミング：長谷川智樹
- トランペット：鈴木正則・中野勇介
- トロンボーン：中川英二郎
- アルト・バリトン サクソフォーン：竹上良成
- テナー サクソフォーン：大郷良和
- プログラミング：Kohei by SIMONSAYZ

DECORATION
- プログラミング：invisible manners（SUPA LOVE）
- ギター：伏見蛍
- トランペット：鈴木正則
- トロンボーン：中川英二郎
- アルト・バリトン サクソフォーン：竹上良成
- テナー サクソフォーン：大郷良和

Hanabi
- すべての楽器とVibesware Guitar Resonator GR-1：永井ルイ

伸ルカ反ルカ
- プログラミング&キーボード：横山克
- プログラミングアシスタント：橋口佳奈

## トラックリスト
歴代のシングルで初めて、ミュージックビデオのオフショット映像が付属のディスクに収められた。3種類全ての盤を横に並べると、ジャケットの裏面に”THE GOLDEN HISTORY”の文字が現れるデザインとなっている。

### 初回限定盤A（CD+Blu-ray）
1. ザ・ゴールデン・ヒストリー [5:02]
2. DECORATION [4:36]
3. Hanabi [4:59]
4. ザ・ゴールデン・ヒストリー（off vocal ver.）[5:02]
5. DECORATION（off vocal ver.）[4:36]
6. Hanabi （off vocal ver.）[4:57]

Blu-ray
1. “ザ・ゴールデン・ヒストリー” Music Video
2. “ザ・ゴールデン・ヒストリー” Music Video オフショット映像

### 初回限定盤B（CD+Blu-ray）
1. ザ・ゴールデン・ヒストリー
2. DECORATION
3. 伸ルカ反ルカ [4:45]
4. ザ・ゴールデン・ヒストリー（off vocal ver.）
5. DECORATION（off vocal ver.）
6. 伸ルカ反ルカ（off vocal ver.）

Blu-ray
1. “DECORATION” Music Video
2. “DECORATION” Music Video オフショット映像

### 通常盤（CD）
1. ザ・ゴールデン・ヒストリー
2. DECORATION
3. Hanabi
4. 伸ルカ反ルカ
5. ザ・ゴールデン・ヒストリー（off vocal ver.）
6. DECORATION（off vocal ver.）
7. Hanabi （off vocal ver.）
8. 伸ルカ反ルカ（off vocal ver.）